# 洋州
洋州，中国南北朝时设置的州。
西魏废帝置，治所在丰宁县（今陕西省西乡县西）。
隋朝大业初废。唐朝武德元年（618年）复置，治西乡县（今陕西省西乡县）。辖境约今西乡、洋县、镇巴、佛坪等县地。天宝元年（742年）改为洋川郡，十五年移治兴道县（今陕西省洋县）。乾元元年（758年）复为洋州。五代蜀改为源州。北宋复名洋州。元朝至元二年（1265年）废兴道县入州。明朝洪武三年（1370年）降州为县。

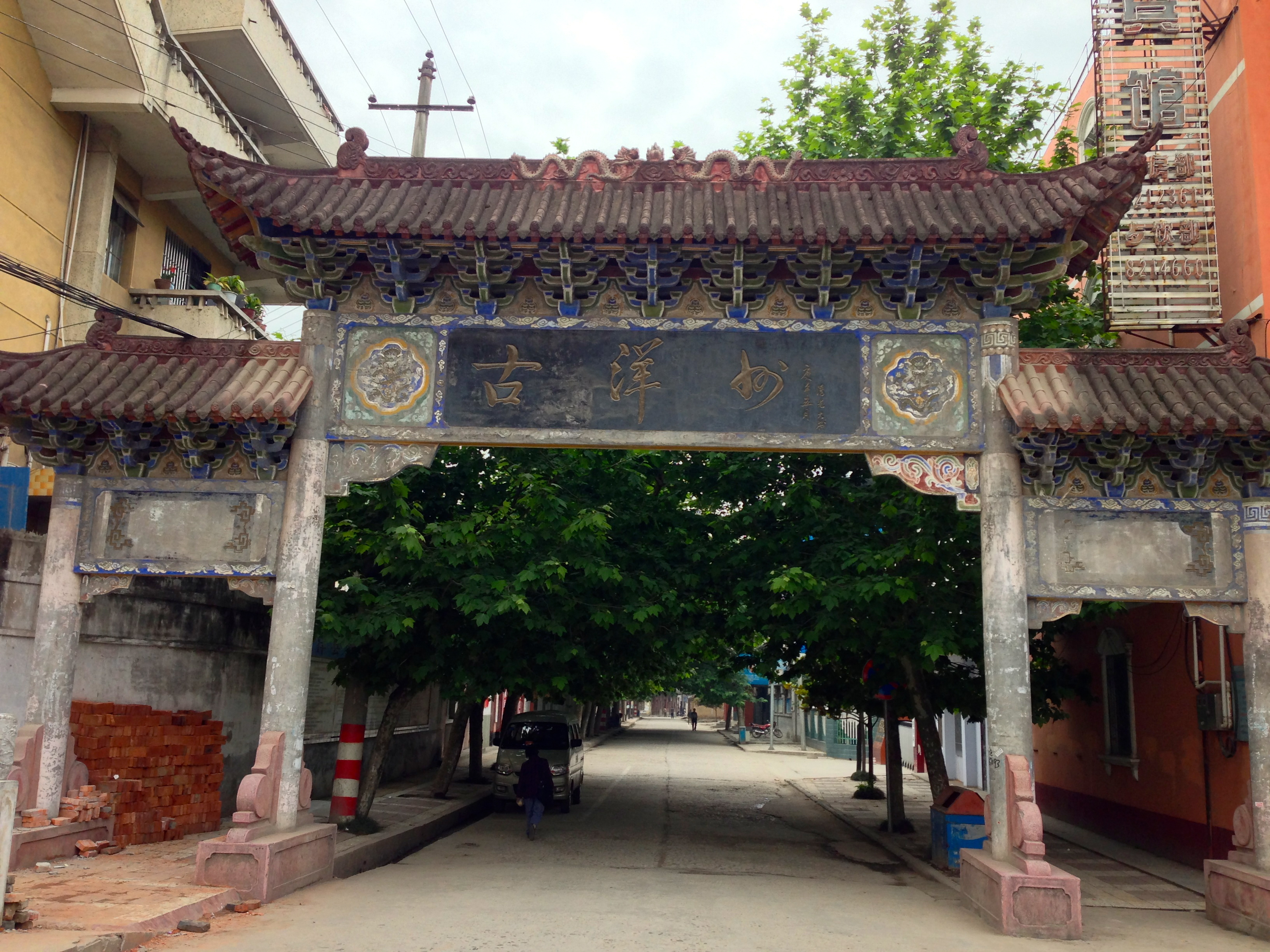
修建於20世紀八十年代的古洋州牌坊

| 隋代行政区划变遷 | 隋代行政区划变遷 | 隋代行政区划变遷 | 隋代行政区划变遷     | 隋代行政区划变遷 | 隋代行政区划变遷 | 隋代行政区划变遷 | 隋代行政区划变遷 | 隋代行政区划变遷 | 隋代行政区划变遷 | 隋代行政区划变遷                                      |
| 区划             | 開皇元年         | 開皇元年         | 開皇元年             | 開皇元年         | 開皇元年         | 開皇元年         | 開皇元年         | 開皇元年         | 区划             | 大業3年                                               |
| ---------------- | ---------------- | ---------------- | -------------------- | ---------------- | ---------------- | ---------------- | ---------------- | ---------------- | ---------------- | ----------------------------------------------------- |
| 州               | 梁州             | 梁州             | 梁州                 | 梁州             | 洋州             | 洋州             | 洋州             | 集州             | 郡               | 漢川郡                                                |
| 郡               | 漢川郡           | 褒内郡           | 華陽郡               | 儻城郡           | 洋川郡           | 丰寧郡           | 洋中郡           | 平桑郡           | 县               | 南鄭县 城固县 褒城县 西县 興勢县 黄金县 西乡县 難江县 |
| 县               | 南鄭县 城固县    | 褒内县 白雲县    | 華陽县 嶓冢县 沔陽县 | 興勢县 龙亭县    | 洋川县 黄金县    | 丰寧县 怀昌县    |                  | 難江县           | 县               | 南鄭县 城固县 褒城县 西县 興勢县 黄金县 西乡县 難江县 |

| 唐朝洋州辖县 | 唐朝洋州辖县                                                     |
| ------------ | ---------------------------------------------------------------- |
| 618年        | 西乡县、兴势县、黄金县                                           |
| 621年        | 西乡县、兴势县、黄金县（增洋源县）                               |
| 629年        | 西乡县、兴势县、黄金县、洋源县                                   |
| 649年        | 西乡县、兴势县（改为兴道县）、黄金县、洋源县                     |
| 730年        | 西乡县、兴道县、黄金县、洋源县（增华阳县）                       |
| 744年        | 西乡县、兴道县、黄金县、洋源县（废除华阳县）                     |
| 748年        | 西乡县、兴道县、黄金县、洋源县（重设华阳县）                     |
| 749年        | 西乡县、兴道县、黄金县、洋源县、华阳县（改为真符县，改属京兆郡） |
| 752年        | 西乡县、兴道县、黄金县、洋源县（真符县来属）                     |
| 756年        | 兴道县（改治）、西乡县、黄金县、洋源县、真符县                   |
| 766年        | 兴道县、西乡县、黄金县、洋源县、真符县                           |
| 825年        | 兴道县、西乡县、黄金县、真符县（废除洋源县）                     |

唐朝洋州刺史
- 崔信明（贞观初年）
- 元务整（贞观前期）
- 韦世师（638年—639年）
- 赵节（643年）
- 韦寡尤（贞观年间）
- 宇文怀志（贞观年间）
- 郑行谌（唐高宗时）
- 黑齿常之（唐高宗时）
- 唐嘉会（唐高宗时）
- 卢微明（武周时）
- 独孤思行（712年—713年）
- 贾曾（717年—718年）
- 崔珍（开元年间）
- 李全壁（开元年间）
- 洋川郡太守
- 杨日休（757年，安禄山任命）
- 武彻（唐代宗时）
- 李鷾（大历年间）
- 赵匡（大历年间）
- 赵光铣（建中末年，未任）
- 王澄（784年）
- 韦士宗（799年）
- 窦顼（唐德宗时）
- 韦颢（贞元年间）
- 薛某（808年）
- 于尹躬（811年）
- 羊士谔（815年—817年）
- 许季同（819年—820年）
- 元佑（820年）
- 杨潜（822年）
- 张武均（825年）
- 王建侯（大和初年）
- 崔侑（835年）
- 韦中立（唐文宗、唐武宗时）
- 韩复（会昌、大中年间）
- 李聪（848年之前）
- 于兴宗（大中年间）
- 刘略（大中年间）
- 曹邺（咸通年间）
- 裴拙（875年）
- 葛佐（中和年间）
- 李茂贞（887年）
- 杨守忠（888年—892年）
- 李继密（893年—900年）
- 李继颜（900年）
- 李思敬（900年—902年）
- 苏检（902年）
- 冯行袭（904年）
- 王宗绾（905年）
- 杨蔚
- 公孙钦